# 蕭特烈
萧特烈（？—1123年），辽朝末年将领。字讹都椀。遥辇洼可汗宫分人。
天祚帝乾统年间，萧特烈入宿卫，继出任顺义军节度使。天庆四年（1114年），转任同知咸州路兵马事。次年，因为兵败削节度使。保大元年（1121年），转任迁隗乌古部节度使。受任中军都统，先后在石辇铎与梯己山为女真军所败。次年，随天祚帝西逃夹山。天祚帝决意逃西夏，群臣谏阻不听。萧特烈招集散逃士卒，与耶律兀直计划，挟梁王耶律雅里，奔向西北诸部，立耶律雅里为帝，自为枢密使。耶律雅里死，又立辽兴宗孙耶律术烈，仍自为枢密使。后萧特烈与耶律术烈都被乱兵所杀。

## 延伸阅读
[在维基数据编辑]
 《遼史/卷114》，出自脱脱《遼史》